# Llista de peixos del riu Kuban

Conca del riu Kuban al Caucas

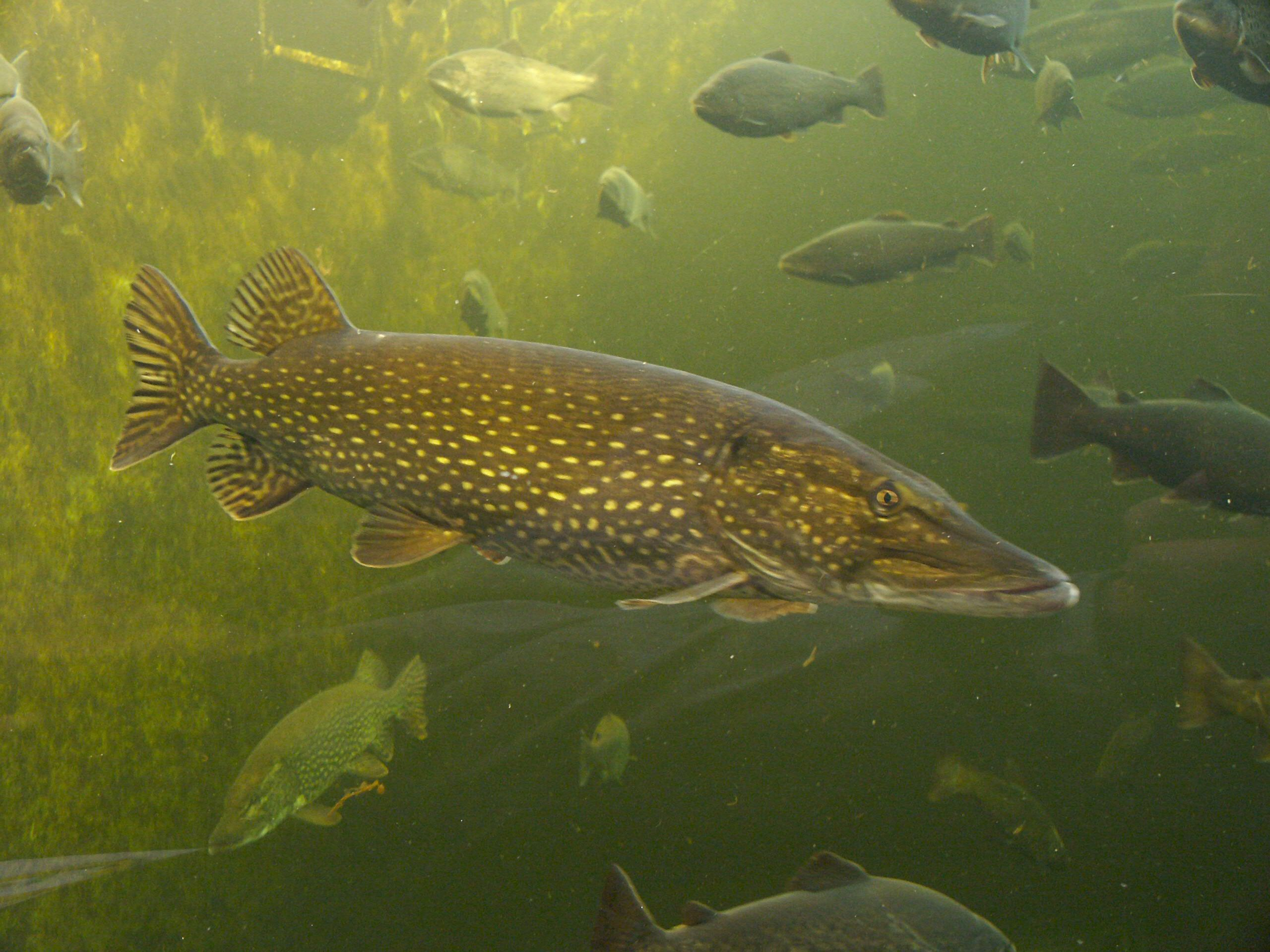
Lluç de riu (Esox lucius)

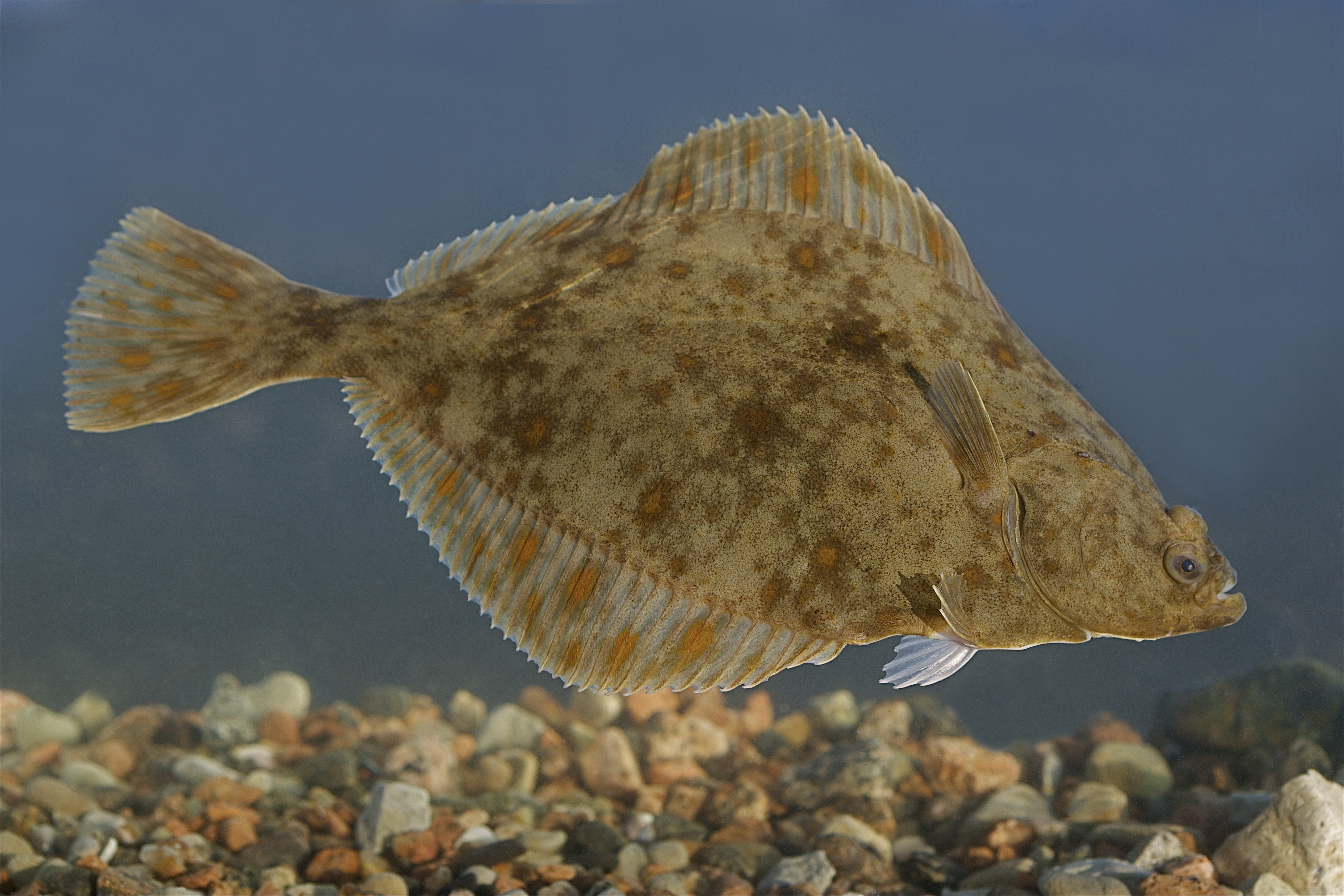
Rèmol de riu (Platichthys flesus)

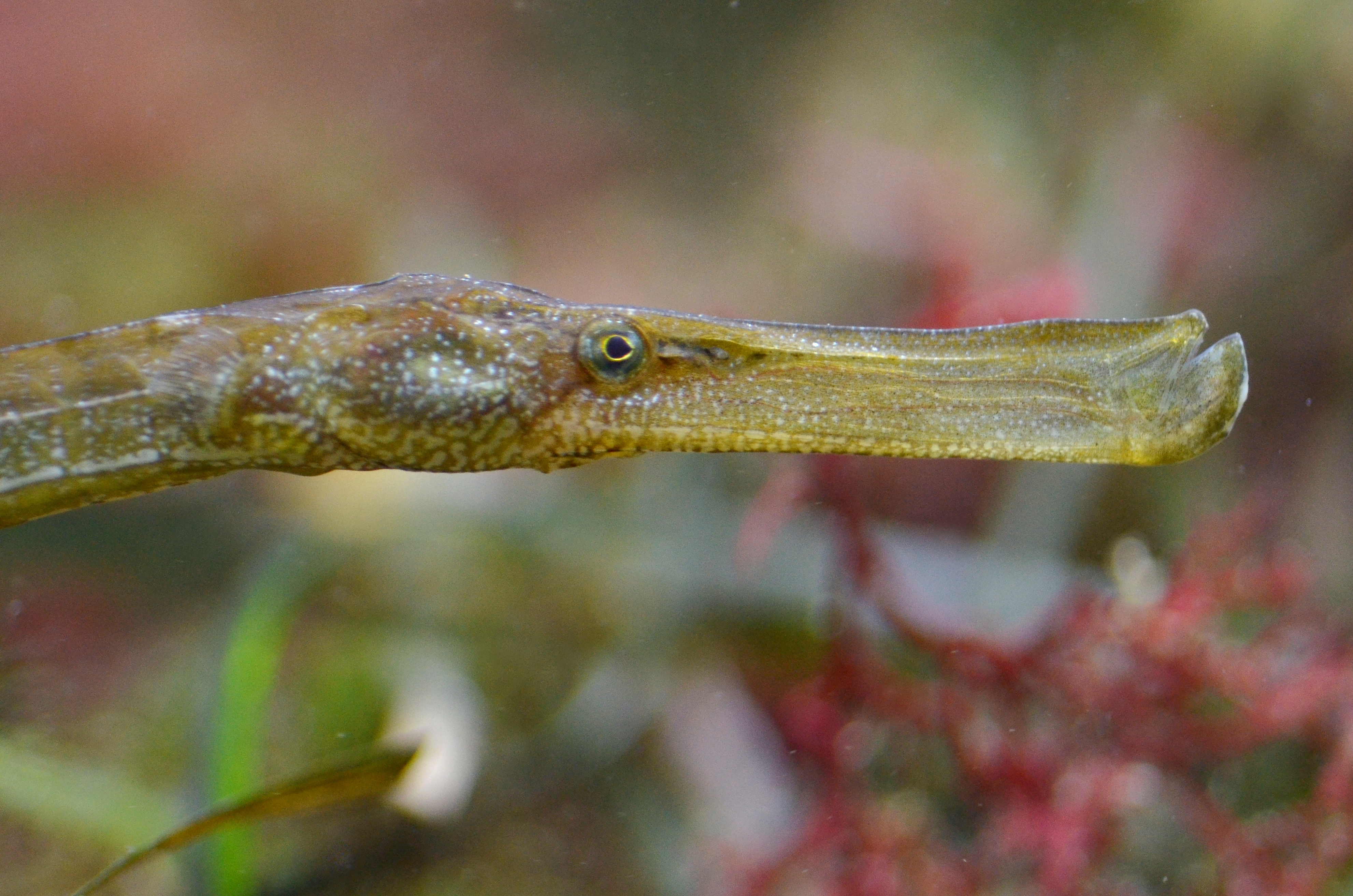
Serpentí (Syngnathus typhle)

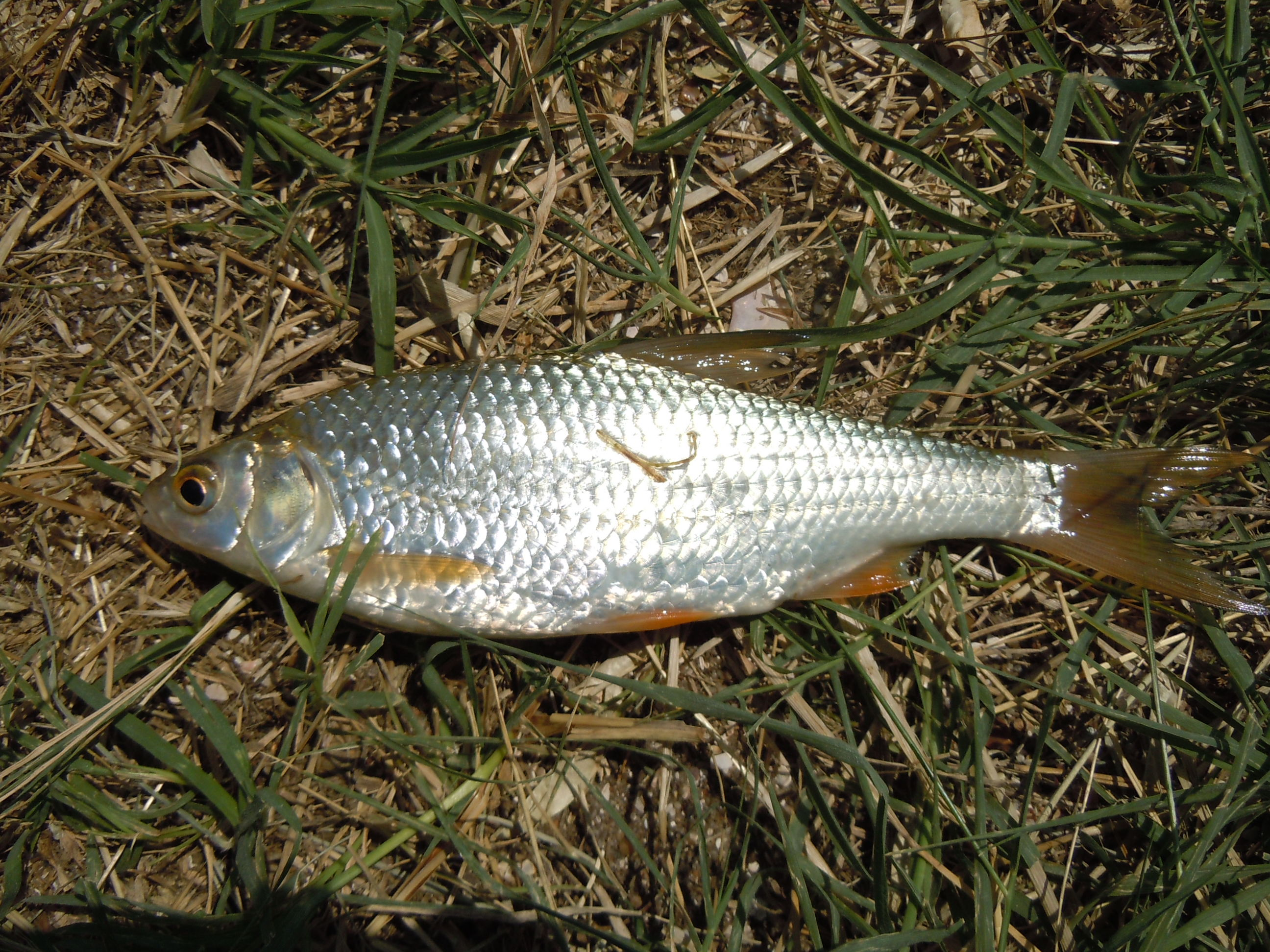
Rutilus heckelii

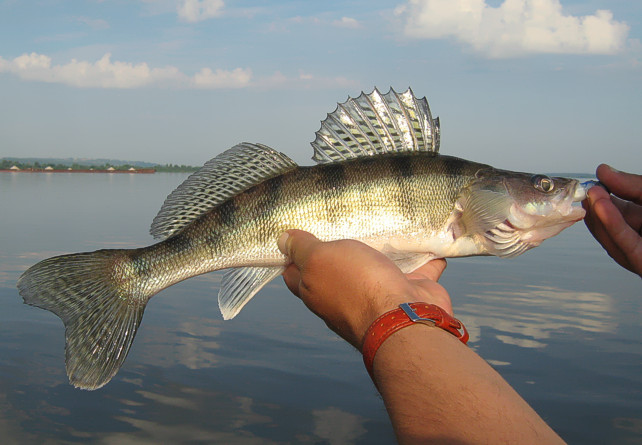
Sander volgensis

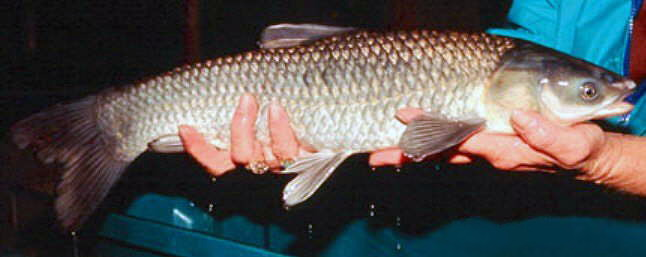
Mylopharyngodon piceus

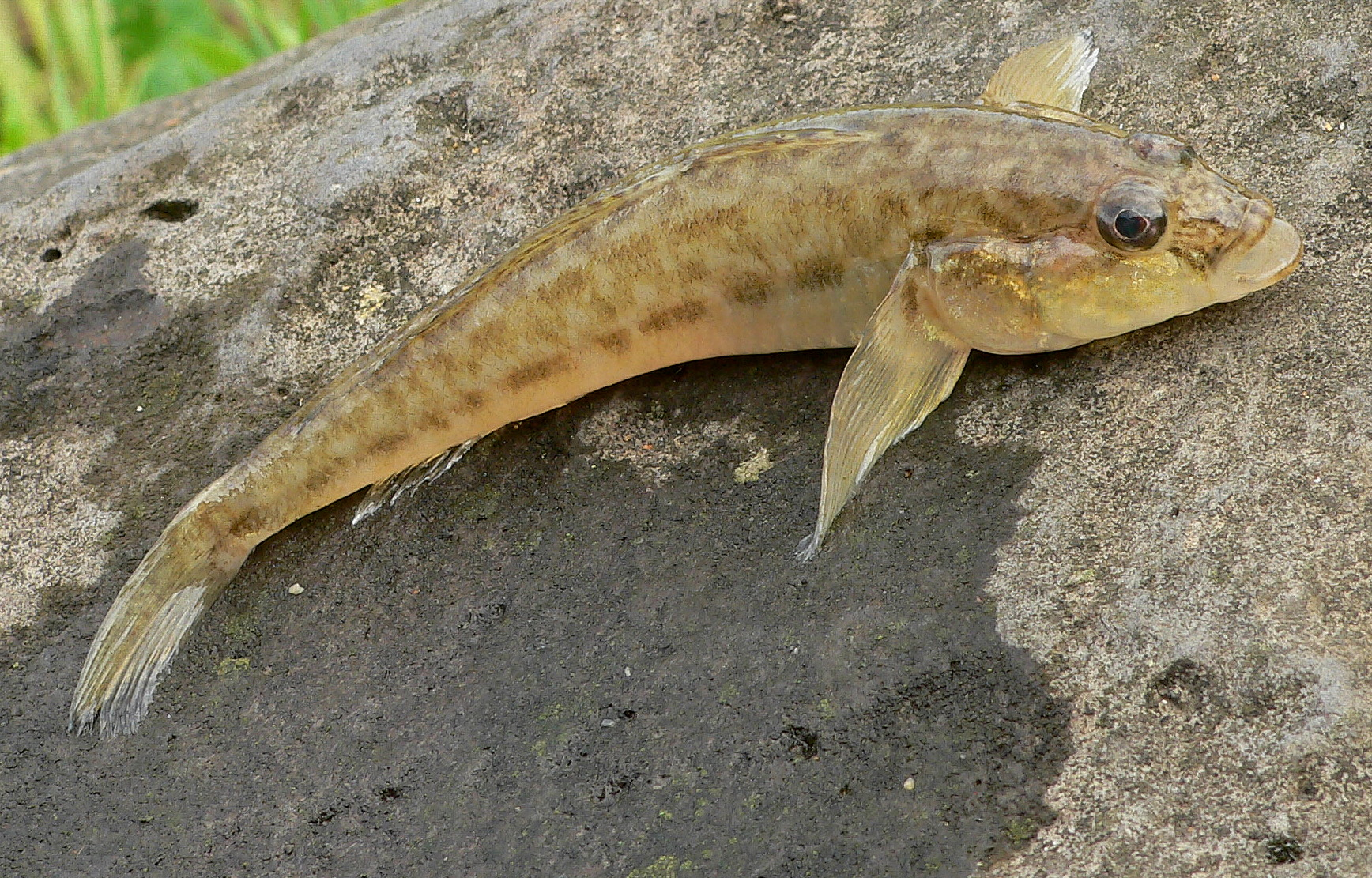
Neogobius fluviatilis

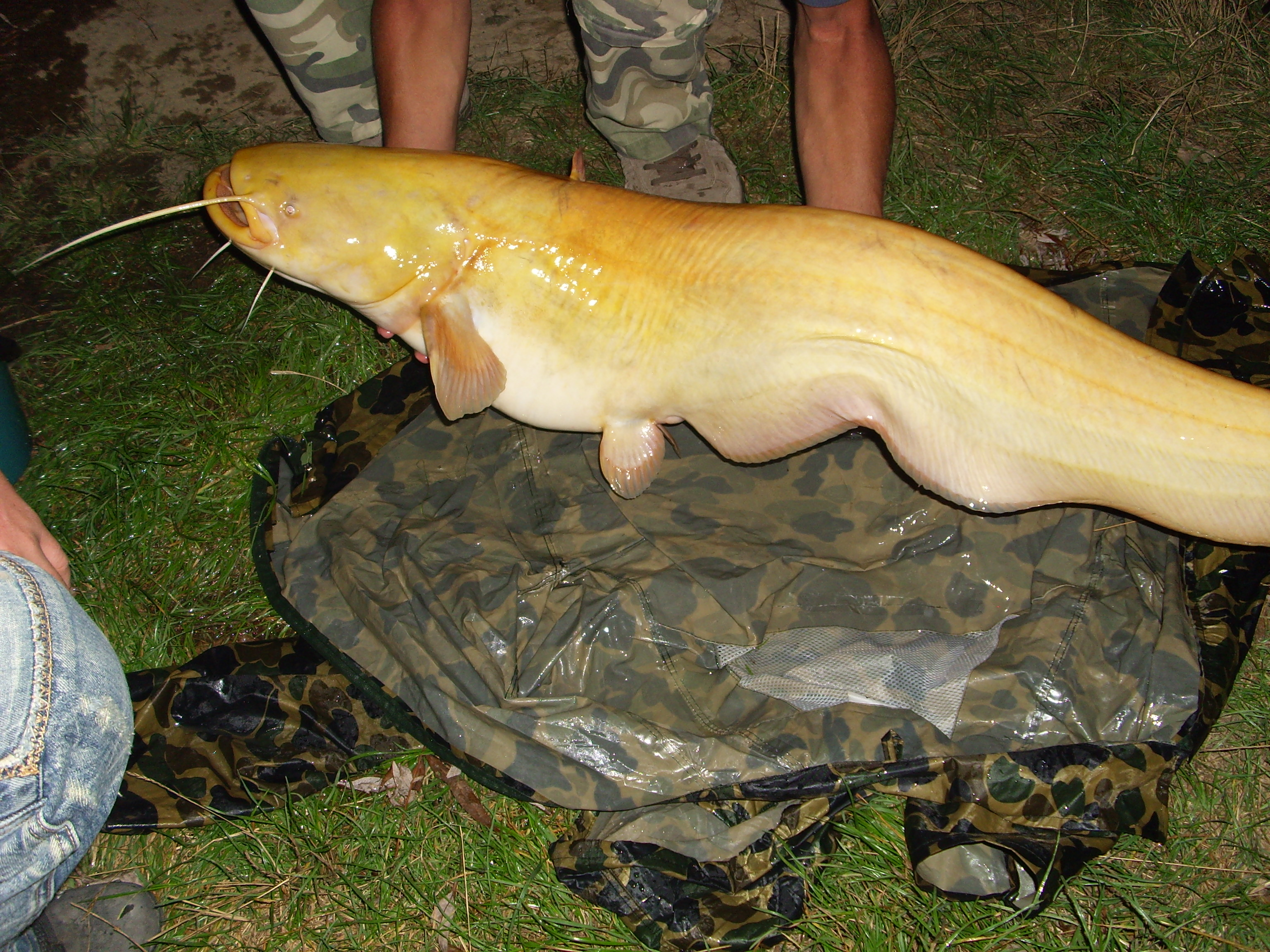
Silur (Silurus glanis)

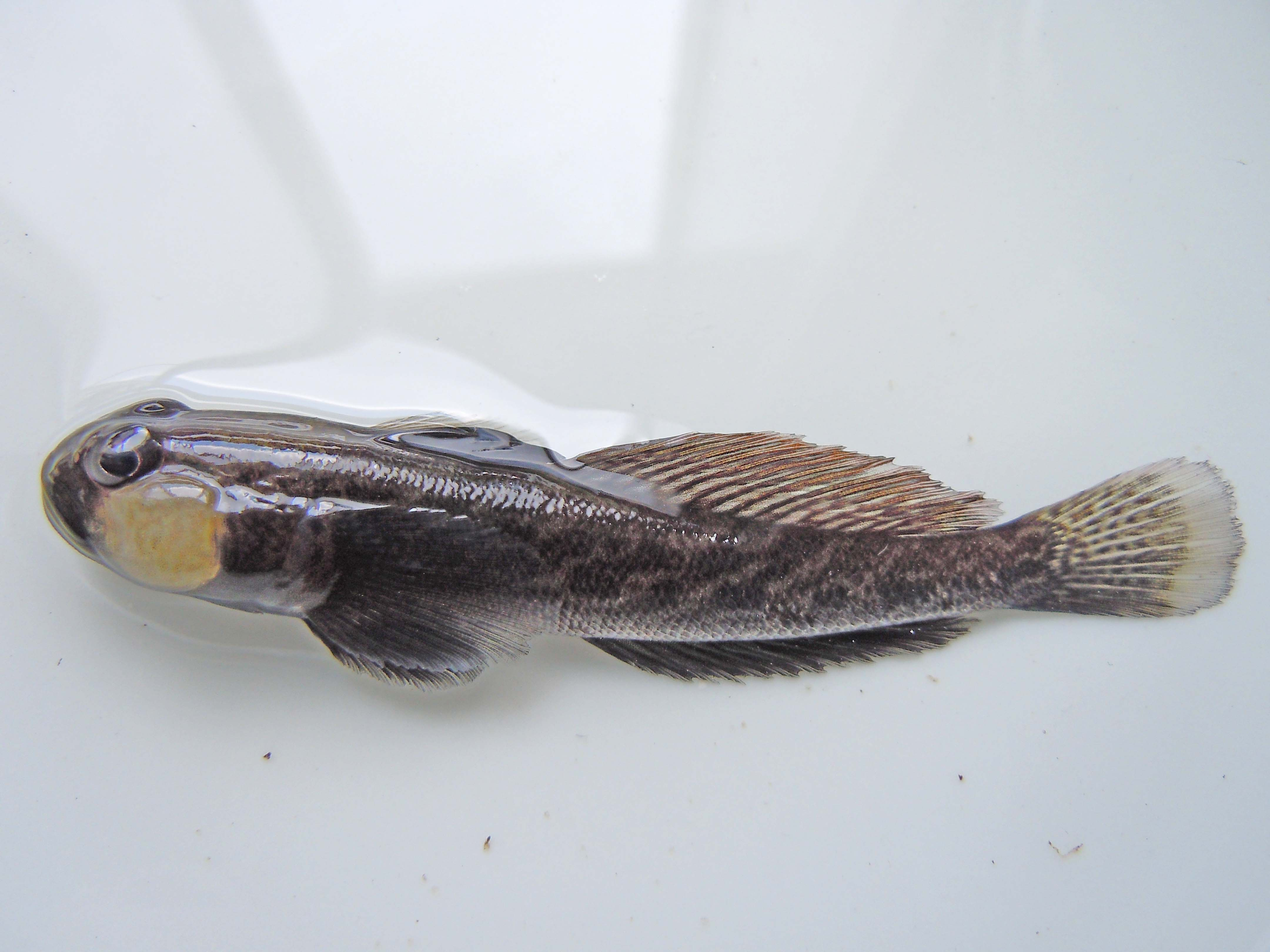
Babka gymnotrachelus

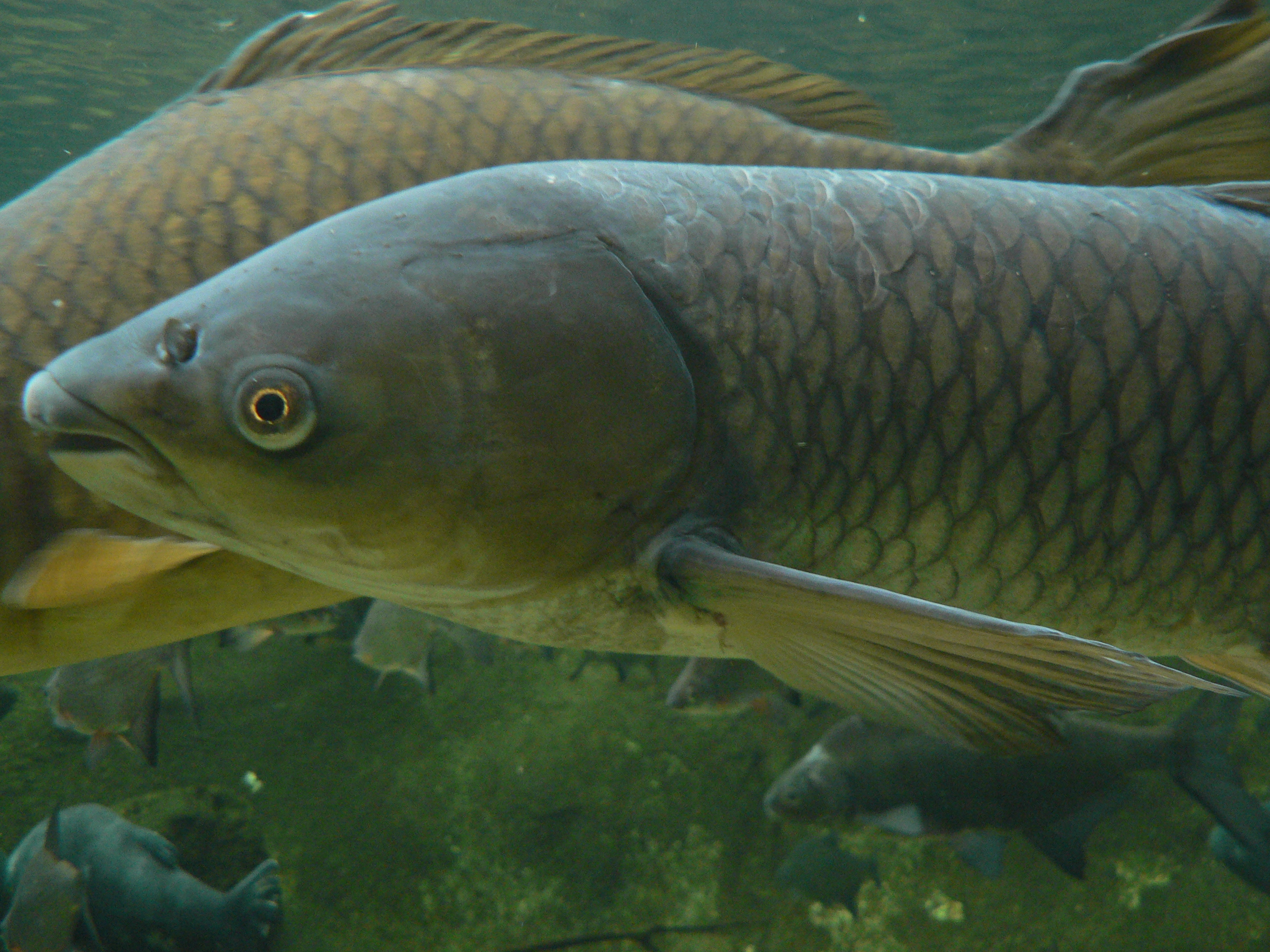
Ctenopharyngodon idella

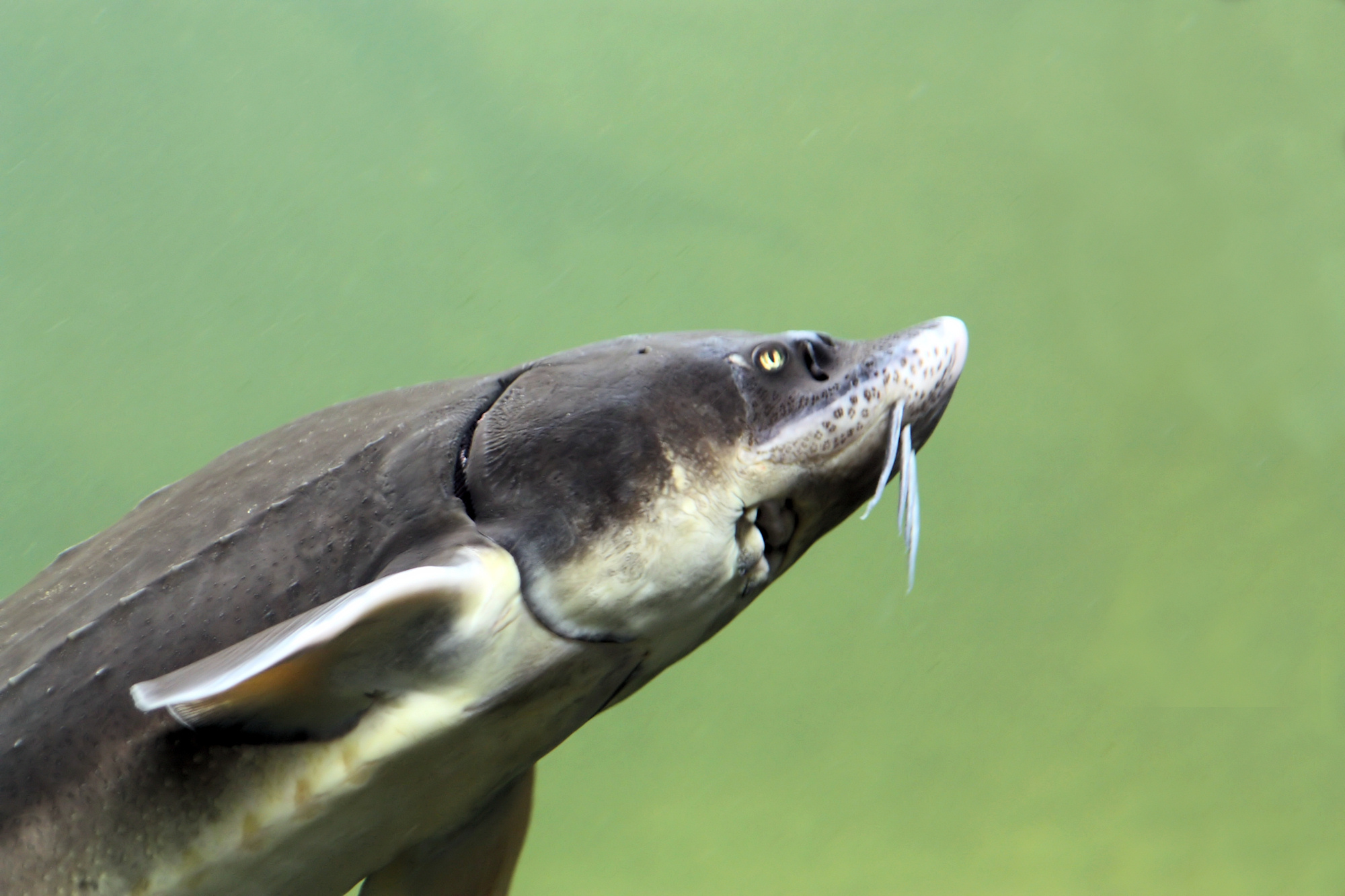
Acipenser gueldenstaedtii

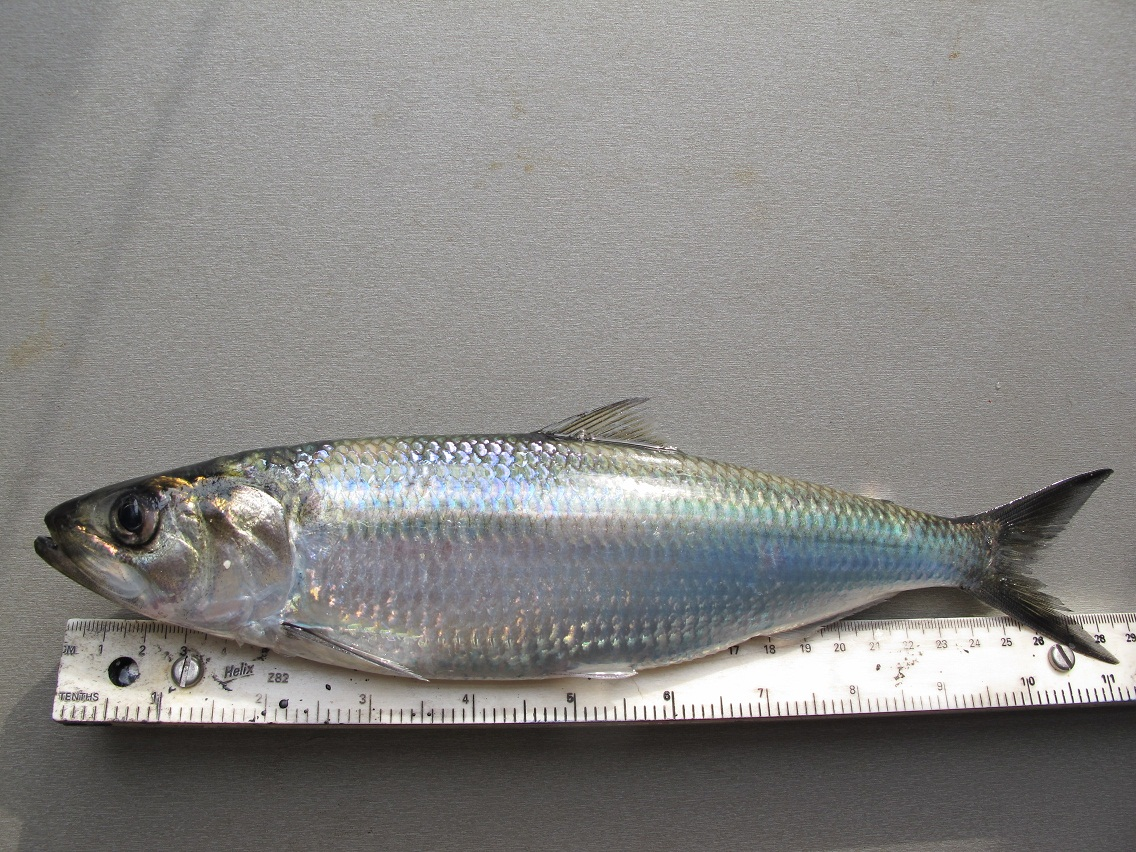
Alosa maeotica

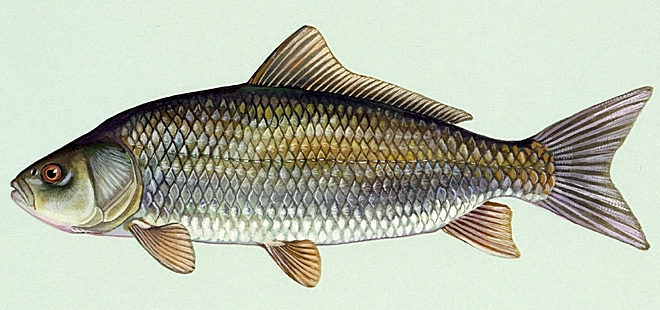
Ictiobus cyprinellus

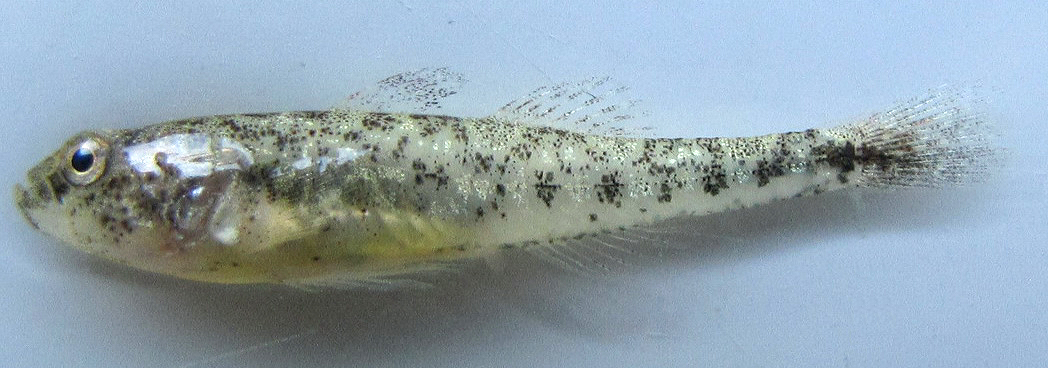
Knipowitschia caucasica

Aquesta llista de peixos del riu Kuban inclou 100 espècies de peixos que es poden trobar actualment al riu Kuban ordenades per l'ordre alfabètic de llur nom científic.

## A
- Abramis brama
- Acipenser gueldenstaedtii[1]
- Acipenser nudiventris
- Acipenser ruthenus
- Acipenser stellatus
- Alburnoides bipunctatus
- Alburnoides kubanicus
- Alburnus alburnus
- Alburnus chalcoides
- Alosa immaculata
- Alosa maeotica
- Alosa tanaica
- Ameiurus nebulosus
- Anguilla anguilla

## B
- Babka gymnotrachelus
- Ballerus sapa
- Barbatula barbatula
- Barbus kubanicus
- Benthophilus magistri
- Benthophilus stellatus
- Blicca bjoerkna

## C
- Carassius carassius
- Carassius gibelio
- Caspiosoma caspium
- Chondrostoma colchicum
- Chondrostoma kubanicum
- Clupeonella cultriventris
- Cobitis gladkovi
- Cobitis melanoleuca
- Cobitis tanaitica
- Crenimugil crenilabis
- Ctenopharyngodon idella
- Cyprinus carpio

## E
- Esox lucius
- Eudontomyzon mariae

## G
- Gambusia holbrooki
- Gasterosteus aculeatus
- Gobio gobio
- Gobio kubanicus[2]
- Gymnocephalus acerina
- Gymnocephalus cernua

## H
- Huso huso
- Hypophthalmichthys molitrix
- Hypophthalmichthys nobilis

## I
- Ictalurus punctatus
- Ictiobus bubalus
- Ictiobus cyprinellus
- Ictiobus niger

## K
- Knipowitschia caucasica
- Knipowitschia longecaudata

## L
- Leucaspius delineatus
- Leuciscus aspius
- Leuciscus idus
- Liza aurata
- Liza saliens
- Lota lota

## M
- Misgurnus fossilis
- Morone saxatilis
- Mugil cephalus
- Mylopharyngodon piceus

## N
- Neogobius fluviatilis
- Neogobius melanostomus

## O
- Oreochromis mossambicus
- Oryzias latipes
- Oryzias sinensis
- Oxynoemacheilus merga

## P
- Pelecus cultratus
- Perca fluviatilis
- Percarina maeotica
- Petroleuciscus borysthenicus
- Phoxinus colchicus
- Phoxinus phoxinus
- Platichthys flesus
- Polyodon spathula
- Pomatoschistus marmoratus
- Ponticola constructor
- Ponticola rhodioni
- Ponticola syrman
- Proterorhinus marmoratus
- Pseudorasbora parva
- Pungitius platygaster

## R
- Rhodeus amarus
- Romanogobio parvus[3]
- Romanogobio pentatrichus[4]
- Rutilus frisii
- Rutilus heckelii
- Rutilus rutilus

## S
- Sabanejewia caucasica
- Sabanejewia kubanica
- Salmo trutta
- Sander lucioperca
- Sander volgensis
- Scardinius erythrophthalmus
- Silurus glanis
- Squalius aphipsi
- Squalius cephalus
- Syngnathus abaster
- Syngnathus typhle

## T
- Tinca tinca

## V
- Vimba vimba[5]